# Le Puch
Le Puch är en kommun i departementet Ariège i regionen Occitanien i södra Frankrike. Kommunen ligger  i kantonen Quérigut som ligger i arrondissementet Foix. År 2022 hade Le Puch 28 invånare.

## Befolkningsutveckling
Antalet invånare i kommunen Le Puch
Referens: INSEE